# گروبیتس
گروبیتس (به آلمانی: Gröbitz) یک منطقهٔ مسکونی در آلمان است که در تویشرن واقع شده‌است. گروبیتس ۴۹۵ نفر جمعیت دارد.